# Cattedrale di San Nicola il Taumaturgo
La cattedrale di San Nicola il Taumaturgo (in francese: cathédrale Saint-Nicolas-le-Thaumaturge; in olandese: Kathedrale kerk van Sint-Nicolaas de Wonderdoener) si trova a Bruxelles, in Belgio, ed è sede dell'eparchia di Bruxelles e del Belgio per la chiesa ortodossa russa.

## Storia
La chiesa di San Nicola è la prima chiesa ortodossa costruita in Belgio, risale al 1862 e venne realizzata come cappella privata per il principe Nikolai Alexandrovich Orlov, inviato russo alla corte belga. Dal 1875 passa sotto la giurisdizione del Ministero degli Affari Esteri dell'Impero russo sotto il nome di Chiesa della missione imperiale russa a Bruxelles. Nel 1929, con l'erezione dell'eparchia, la chiesa è stata elevata a cattedrale.